# Альдама (Тамаулипас)
Альдама (исп. Aldama) — город в Мексике, штат Тамаулипас, входит в состав одноимённого муниципалитета и является его административным центром. Численность населения, по данным переписи 2010 года, составила 13 661 человек.

## История
Поселение было основано 15 апреля 1790 года доном Мигелем Игнасио де Эскандон и Льера, под названием Преса-дель-Рей.
25 ноября 1828 года поселение было переименовано в Альдама — в честь участника войны за независимость Игнасио Альдамы, и ему был присвоен статус вилья.